# Adetus cacapira
Espèce
Adetus cacapira est une espèce de coléoptères dans la famille des Cerambycidae. Elle a été décrite par Martins et Galileo en 2005.